# Pieter Bulling
Pieter Bulling (Invercargill, 2 maart 1993) is een Nieuw-Zeelands baanwielrenner.

## Carrière
In 2016, een jaar nadat hij wereldkampioen ploegenachtervolging was geworden, werd Bulling geselecteerd voor deelname aan de Olympische Spelen in Rio de Janeiro. In de strijd om de derde plaats op de ploegenachtervolging moesten hij en zijn teamgenoten het afleggen tegen de Deense selectie.

## Palmares
| Jaar     | N-ZK                                          | OK                                              | WK                   | Overig                                     |
| Junioren | Junioren                                      | Junioren                                        | Junioren             | Junioren                                   |
| -------- | --------------------------------------------- | ----------------------------------------------- | -------------------- | ------------------------------------------ |
| 2010     |                                               | Puntenkoers                                     |                      |                                            |
| Elite    |                                               |                                                 |                      |                                            |
| 2012     |                                               | omnium ploegenachtervolging scratch             |                      |                                            |
| 2013     | ploegenachtervolging ploegkoers · puntenkoers | ploegenachtervolging · ploegkoers · puntenkoers |                      |                                            |
| 2014     |                                               | ploegenachtervolging                            | ploegenachtervolging | Commonwealth Games: · ploegenachtervolging |
| 2015     |                                               |                                                 | ploegenachtervolging |                                            |
| 2016     | achtervolging                                 |                                                 |                      | Brno: omnium                               |
| 2017     |                                               |                                                 | ploegenachtervolging |                                            |